# 薄羽藓属
薄羽藓属（学名：Leptocladium）为羽藓科的一个属。

## 物种
本属包括以下物种：
- 薄羽藓 Leptocladium sinense Brotherus